# Chasmosaurus
A Chasmosaurus (jelentése 'nyitott gyík' az ógörög χάσμα / khaszma 'nyílás', 'üreg' vagy 'öböl', és σαυρος / szaürosz  szavak összetételéből, a nyakfodron levő nagy nyílásokra utalva) a ceratopsida dinoszauruszok egyik neme, amely a késő kréta korban élt Észak-Amerikában. 4,3–4,8 méteres testhosszával és 1,5–2 tonnás tömegével a Chasmosaurus közepes méretű ceratopsiának számított. A többi ceratopsiához hasonlóan növényevő volt. Kezdetben Protorosaurusnak hívták, de átnevezték, mivel ezt a nevet korábban már publikálták egy másik állattal kapcsolatban. Valamennyi Chasmosaurus példányra a kanadai Alberta tartományban, a Dinoszaurusz Tartományi Park területén levő Dinosaur Park-formációban találtak rá. A C. russelli a formáció alsó padjaiból származik, míg a C. belli a középső és felső padokból.

## Felfedezés és fajok

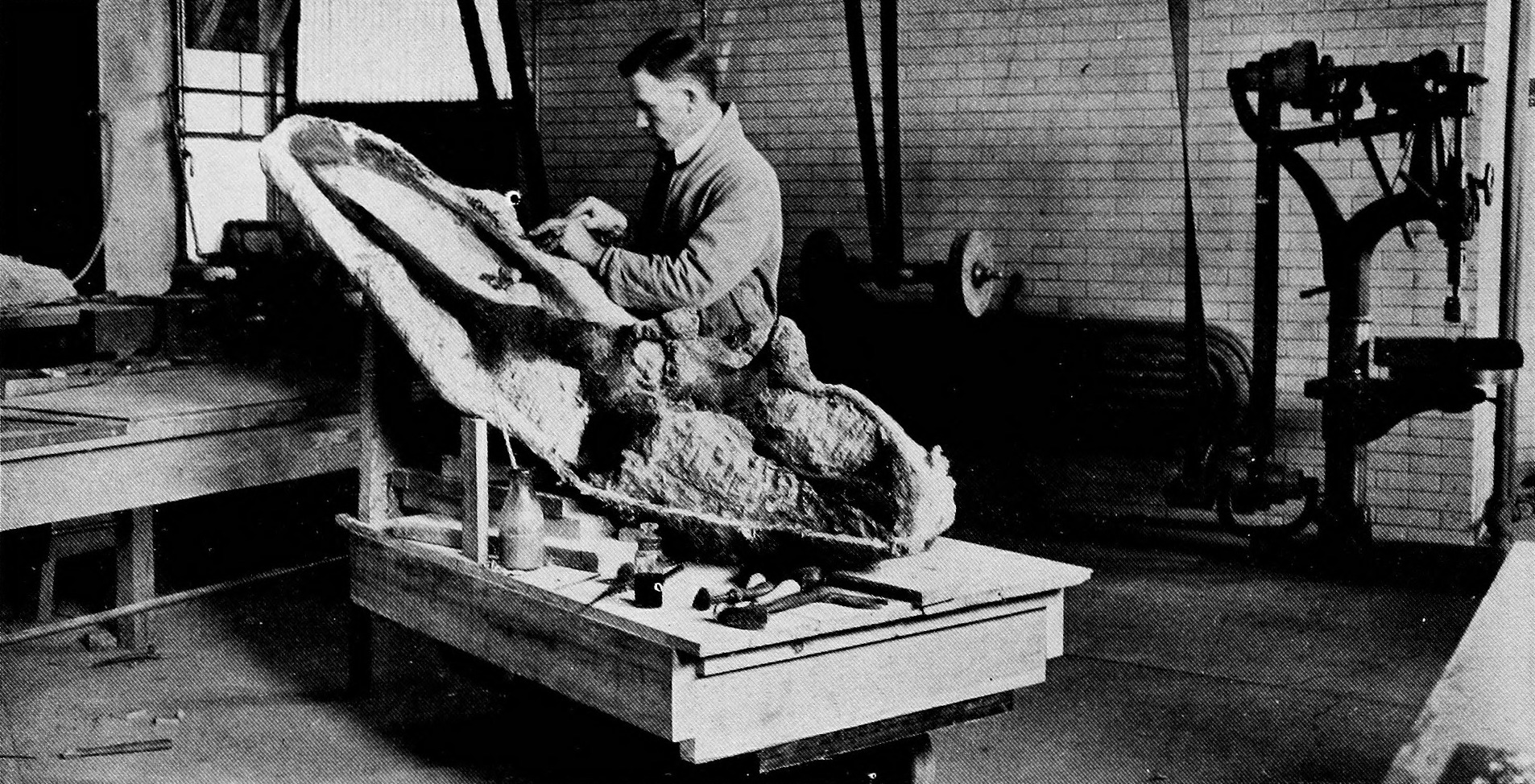
G. F. Sternberg a Chasmosaurus belli koponyájának preparálása közben, Musées Nationaux du Canada, 1914.

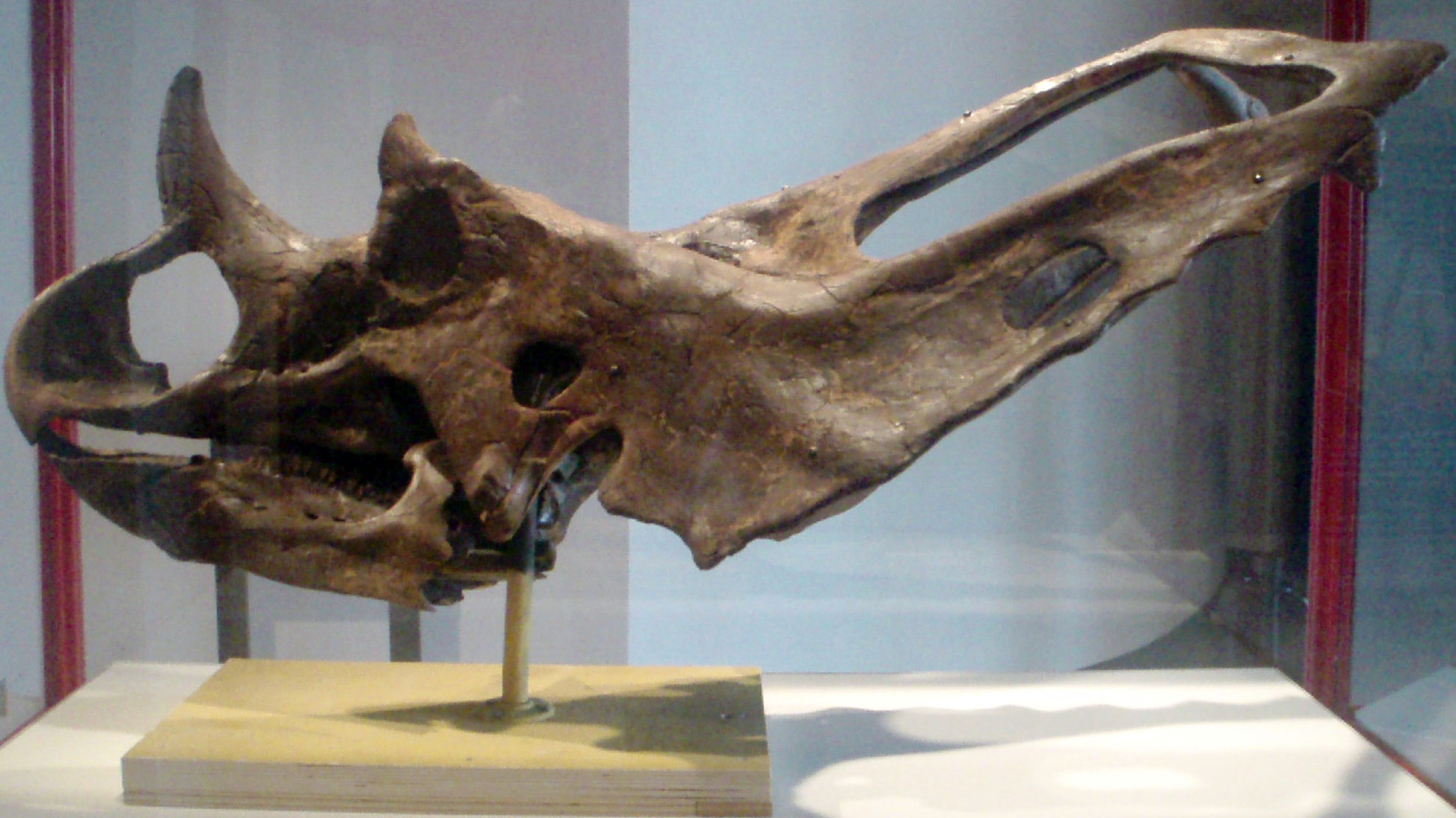
A C. bellihez tartozó, ROM 5436 katalógusszámú koponya, a C. „brevirostris” típuspéldánya a torontói Royal Ontario Museumban

1898-ban Lawrence Lambe, a Kanadai Geológiai Szolgálat (Geological Survey of Canada) kutatója fedezte fel az első Chasmosaurus maradványt, egy nyakfodor darabját. Habár felismerte, hogy a lelet egy új fajt képvisel, Lambe úgy gondolta, hogy a fosszília a korábbról ismert rövid nyakfodrú ceratopsia nemhez, a Monocloniushoz tartozik. A példány leírásához létrehozta a Monoclonius belli nevű fajt.
1913-ban Charles Sternberg és fia több teljes „M. belli” koponyát talált a kanadai Albertában levő Dinosaur Park-formáció közepén. Ezeket Lambe 1914-ben egy új nemként, Chasmosaurusként írta le.
Ezután további Chasmosaurus maradványok, köztük koponyák kerültek elő. Úgy tűnt, hogy morfológiai eltérések találhatók az ismert Chasmosaurus koponyák között. Több Chasmosaurus faj is ismertté vált. Lambe eredeti fajához, a C. bellihez ('Bell lyukas gyíkja') még ugyanabban az évben csatlakozott a  C. canadensis ('kanadai lyukas gyík'). A következő fajt Lambe Eoceratops canadensis néven írta le, de Thomas M. Lehman később átsorolta ebbe a nembe. Az Eoceratopsot és a hosszúszarvú Chasmosaurus kaisenit jelenleg ideiglenesen a Mojoceratops példányainak tekintik. Lull egy szokatlan, rövid pofájú koponya után elnevezett egy új fajt, a C. brevirostrist, amely 1926-ban került elő. Ezt 1940-ben C. M. Sternberg C. russelli nevű faja követte, melyre Alberta délnyugati (a Dinosaur Park-formáció alsó) részén találtak rá. A Thomas Lehman által 1989-ben leírt texasi C. mariscalensis később átkerült az Agujaceratops nembe. A legújabb faj, a C. irvinensis a Dinosaur Park-formáció legfelső padjából származik. Ezt a fajt 2010-ben a számára létrehozott Vagaceratops nemben helyezték el.

## Anatómia

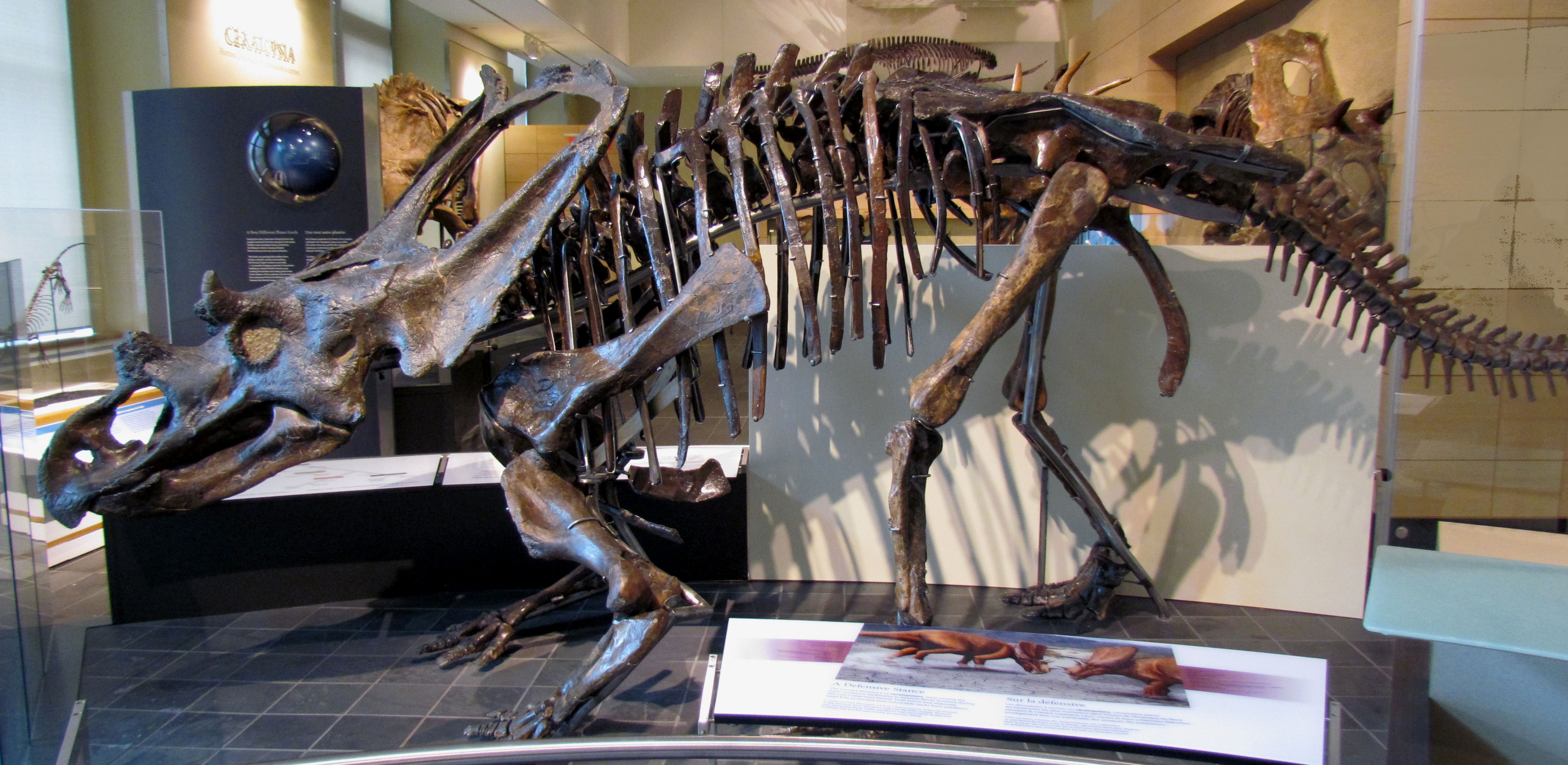
A C. russelli a Kanadai Természet Múzeumában (Canadian Museum of Nature)

A taxonómusok a ceratopsiákat két alcsaládra osztották fel; a rövid nyakfodrúakra (a centrosaurinákra), mint például a Centrosaurus és a hosszú nyakfodrúakra (a chasmosaurinákra), melyek közé a Chasmosaurus is tartozik. A hosszú nyakfodrú ceratopsiák a nagyobb nyakfodor mellett jellemzően hosszabb arccal és állcsontokkal rendelkeztek, és egyes őslénykutatók kijelentették, hogy jobban megválogatták a táplálékukat. A hosszú nyakfodrok a dinoszauruszok evolúciója során aránylag későn fejlődtek ki, a Chasmosaurus maradványai pedig a késő kréta korból, 76,5–75,5 millió évvel ezelőttről származnak. A Chasmosaurus nyakfodrát szív alakúnak írták le, mivel a csontszerkezete két nagy hurokból áll, melyek egy központi csont körül helyezkednek el.
Egyes fosszíliák kis elcsontosodott részeket (úgynevezett epoccipitalokat) tartalmaznak, amik a nyakfodor kerületén helyezkedhettek el. A nyakfodor talán élénk színű volt, hogy felhívja a figyelmet a méretére vagy egyszerűen a párválasztás során történő pózolásra szolgált. Bár a nyakfodor nagy méretet ért el, mégis olyan gyenge volt (a csontok között főként bőr feszült), hogy a védekezés során nem sok haszna lehetett. Lehetséges, hogy egyszerűen csak a figyelem felkeltésére vagy esetleg hőszabályzásra szolgált.

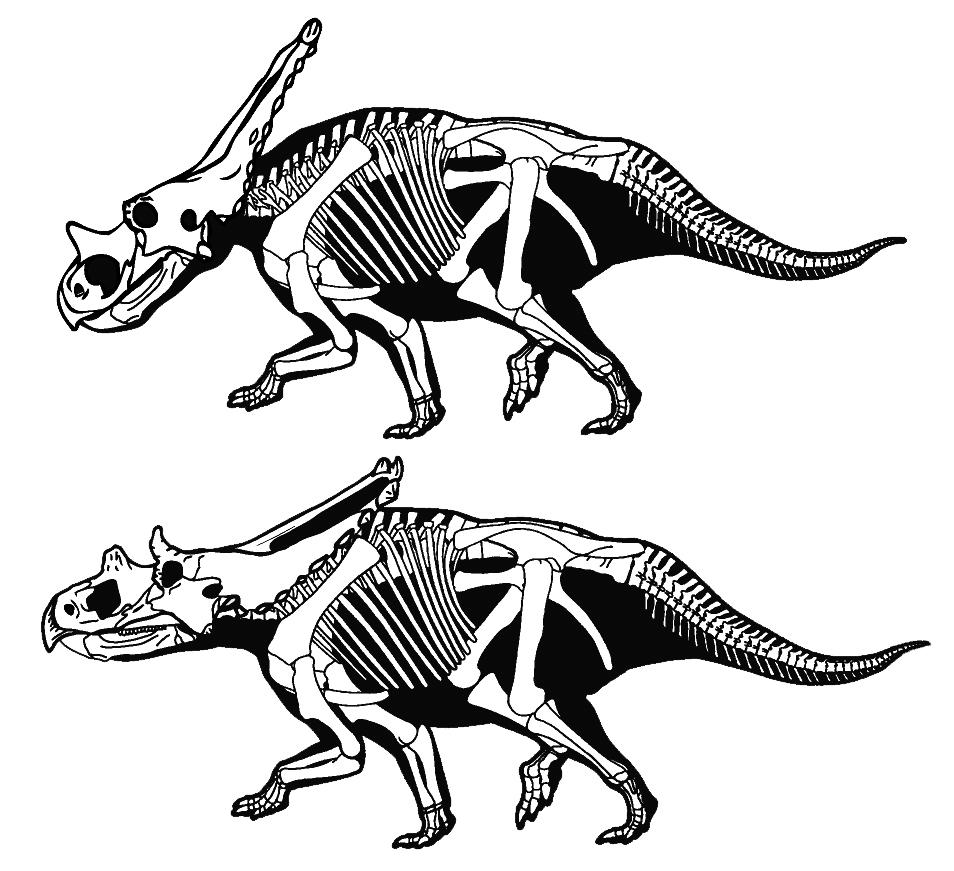
A két érvényes faj, a C. belli és a C. russelli csontvázának rekonstrukciója

Sok ceratopsiához hasonlóan a Chasmosaurus az arcán három szarvat viselt, melyek közül egy az orron, kettő pedig a szemek felett helyezkedett el. Az egyes fosszilis maradványok eltérő eredményre vezetnek – a Chasmosaurus egyik fajánál, a C. kaiseninél, a szemöldök szarvak hosszúak voltak, a C. bellinél viszont rövidek. Habár kezdetben külön fajként nevezték el ezeket a példányokat, mégis lehetségesnek tűnik, hogy a hosszú szarvúak hímek, a rövid szarvúak pedig nőstények voltak.
Az egyik Sternberg által feltárt Chasmosaurus példány érdekes módon fosszilizálódott bőrrel együtt került elő. Úgy tűnik, hogy a bőrön számos öt- vagy hatszögű csomót alkotó nagy pikkely helyezkedett el, szabályos sorokba rendezve a kisebb pikkelyek között. A fosszilis bőrminták nem nyújtanak információt a Chasmosaurus színezetét illetően.

## Fordítás
Ez a szócikk részben vagy egészben a Chasmosaurus című angol Wikipédia-szócikk ezen változatának fordításán alapul.  Az eredeti cikk szerkesztőit annak laptörténete sorolja fel. Ez a jelzés csupán a megfogalmazás eredetét és a szerzői jogokat jelzi, nem szolgál a cikkben szereplő információk forrásmegjelöléseként.